# Rousměrov
Rousměrov (deutsch Rausmierau, auch Rauzmirow, Rausmirow, Rossmirow) ist eine Gemeinde in Tschechien. Sie liegt neun Kilometer nordöstlich von Velké Meziříčí und gehört zum Okres Žďár nad Sázavou.

## Geographie
Rousměrov befindet sich in der zur Böhmisch-Mährischen Höhe gehörigen Křižanovská vrchovina (Krischanauer Bergland). Das Dorf wird im Westen und Süden von zahlreichen Teichen umgeben, von denen der zu Erholungszwecken genützte Velký Sklenský rybník (Großer Teich) der größte ist. Das Dorf wird von den Wäldern der Rousměrovská borovina, Borský les, Sklenská borovina und Pivovarský les umschlossen.
Nachbarorte sind Křiby im Norden, Bohdalec und Radešín im Nordosten, Bobrůvka im Osten, Sklené nad Oslavou im Südosten, Bory im Süden, Krásněves im Südwesten, Kněževes im Westen sowie Laštovičky im Nordwesten.

## Geschichte
Die erste urkundliche Erwähnung von Rousmírov erfolgte im Jahre 1407. Das Dorf entstand wahrscheinlich auf den Fluren des im 14. Jahrhundert gegründeten Dorfes Kreuzdorf.
Das zum Kloster Saar gehörige Dorf Rousmírov erlosch im 15. Jahrhundert wieder. Um 1609 entstand auf der Wüstung ein neues Dorf, das als Rousměrovsko, Nový Rousměrov bzw. Nová Rousměrovská bezeichnet wurde. Nach dem Dreißigjährigen Krieg wurden 1658 im Hufenregister (Lánský rejstřík) für Rousmírov acht Anwesen ausgewiesen. Pfarrort war Horní Bory. Unterrichtet wurden die Kinder des Ortes ab 1815 in Horní Bory und Sklené.
Nach der Aufhebung der Patrimonialherrschaften bildeten Rousmírov/Rauzmirow und Schwalbenfeld/Vlaštovičky ab 1850 Ortsteile der Gemeinde Horní Bory im Bezirk Velké Meziříčí. Bis 1857 Rousmírov nach Sklené eingeschult, danach wurde im Dorf eine private Schule errichtet. 1887 entstand die politische Gemeinde Rousmírov. Rousmírov bestand im Jahre 1900 aus 24 Häusern mit 163 Bewohnern. Mit Beginn des Jahres 1961 wurde der Okres Velké Meziříčí aufgelöst und die Gemeinde dem Okres Žďár nad Sázavou zugeordnet.

## Ortsgliederung
Die Gemeinde Rousměrov besteht aus den Ortsteilen Rousměrov (Rausmierau) und Laštovičky (Schwalbenfeld).

## Sehenswürdigkeiten
- Kapelle
- Naturdenkmal Mrázkova louka
- Sühnekreuz an der Straße nach Laštovičky, es erinnert an die Tötung des Rousměrover Richters durch schwedische Söldner
- Sühnekreuz an der Straße nach Bohdalec
- Vier Linden am Dorfplatz, Baumdenkmal